# Tabanus nigrotectus
Tabanus nigrotectus är en tvåvingeart som först beskrevs av Jacques-Marie-Frangile Bigot 1890.  Tabanus nigrotectus ingår i släktet Tabanus och familjen bromsar. Inga underarter finns listade i Catalogue of Life.